# Ivan Bonač (podjetnik)
Ivan Bonač, slovenski knjigovez in založnik, * 3. julij 1846, Ljubljana, † 4. julij 1920, Ljubljana.

## Življenje in delo
Po končani ljudski šoli in dveh razredih gimnazije se je lotil knjigoveštva, ki se ga je izučil v Ljubljani in na potovanjih po Avstro-Ogrski ter Nemčiji. Leta 1883 je pričel samostojno obrt v Ljubljani. Delavnico je stalno širil, jo opremil z modernimi stroji ter privzel še kartonažno delo in 1906 postavil moderno kartonažno tovarno v Ljubljani. Slovensko knjigovezniško obrt je usposobil za najzahtevnejše naloge. Vezal je letnike Ljubljanskega zvona, Matične knjige, Jurčičeve spise in drugo. Založil je več knjig in 1901 odprl trgovino s papirjem in šolskimi potrebščinami. Bil je aktiven tudi v javnem življenju. Na vižmarskem taboru (največji tabor na slovenskem, ki se ga  je udeležilo 30.000 ljudi) se je navzel narodne samozavesti, posegel v politično življenje in prišel 1911 kot kandidat Narodne napredne stranke v ljubljanski občinski svet. Med vojno je rešil Slovenski matici precejšnje število izvodov Podlimbarskega zaplenjene knjige Gospodin Franjo in skoraj do smrti deloval v narodnih društvih.